# East Coulee (Alberta)
East Coulee est une communauté située dans la province d'Alberta, dans le centre-sud.